# 10502 Armaghobs
10502 Armaghobs è un asteroide areosecante. Scoperto nel 1987, presenta un'orbita caratterizzata da un semiasse maggiore pari a 2,3077388 au e da un'eccentricità di 0,3189688, inclinata di 21,92886° rispetto all'eclittica.
L'asteroide è dedicato all'osservatorio di Armagh, istituto di ricerca astronomica dell'Irlanda del Nord fondato nel 1790.